# Stromanthe macrochlamys
Stromanthe macrochlamys là một loài thực vật có hoa trong họ Marantaceae. Loài này được (Woodson & Standl.) H.A.Kenn. & Nicolson miêu tả khoa học đầu tiên năm 1987.